# Lucius Cornelius Sulla Felix
 (mai 2022).
Lucius Cornelius Sulla Felix est un sénateur romain du Ier siècle apr. J.-C. dont la carrière se déroule entre les règnes d'Auguste et de Tibère.

## Famille
Il est un des descendants de Sylla, dictateur de la République romaine entre 81 et 80 av. J.-C.. Son père est Cornelius Sulla Felix, mort en 21, et sa mère est une Sextia. 
Il a un frère aîné, Faustus Cornelius Sulla Felix, qui est  consul suffect en 31.

## Biographie
En 33, il est nommé consul ordinaire au côté du futur empereur Galba.